# Eudentalium quadricostatum
Eudentalium quadricostatum är en blötdjursart som först beskrevs av John Brazier 1877.
Eudentalium quadricostatum ingår i släktet Eudentalium och familjen Dentaliidae. Inga underarter finns listade i Catalogue of Life.